# Franz Schopp
Franz Schopp (* 29. Dezember 1904 in Rottweil; † nach 1957) war ein deutscher Fußballspieler und Fußballtrainer. 1955 war er Trainer des DDR-Oberligisten SC Einheit Dresden.

## Sportliche Laufbahn
Im badischen Lörrach begann Franz Schopp als Vierzehnjähriger Fußball zu spielen. Ab 1925 spielte er beim Lörracher Arbeitersportverein. Nach Beendigung seiner Laufbahn als aktiver Fußballspieler schloss er sein Sportlehrerexamen ab und wurde Fußballtrainer. 
Nach dem Ende des Zweiten Weltkrieges setzte Schopp seine Trainertätigkeit in Ostdeutschland fort. Dort war seine erste Station ab 1945 die Sportgemeinschaft Großschirma. 1949 verhalf er der Betriebssportgemeinschaft (BSG) Deutsche Reichsbahn Nossen zur Kreismeisterschaft und zum Aufstieg in die viertklassige Bezirksklasse Dresden. Mit der BSG Einheit Mittweida wurde er 1952 Meister in der Bezirksklasse Chemnitz und qualifizierte die Mannschaft in die 1952/53 neu eingeführte drittklassige Bezirksliga Chemnitz.
Im Oktober 1952 übernahm Franz Schopp das Training des zweitklassigen DDR-Ligisten BSG Einheit Greifswald. Die gerade aus der Bezirksliga aufgestiegene Mannschaft war zuvor vom Spielertrainer Kurt Holze betreut worden, der aber aus beruflichen Gründen als Trainer zurücktreten musste. Schopp übernahm die Mannschaft auf Platz elf in der dreizehn Teams umfassenden Ligastaffel nach vier Niederlagen und nur einem Sieg. Mit einigen Umstellungen im Mannschaftsgefüge und in der Trainingsarbeit gelang es ihm, die BSG Einheit bis zum Saisonende auf den sicheren achten Tabellenplatz zu führen. Schopp trainiert Einheit Greifswald noch zwei weitere Spielzeiten in der DDR-Liga, wobei sich die Mannschaft stets im Mittelfeld platzieren konnte. Platz acht 1955 reichte jedoch nicht mehr für den Klassenerhalt, da die DDR-Liga von drei auf eine Staffel reduziert wurde. 
Noch während der Saison 1954/55 war Schopp für drei Punktspiele zum Oberligisten Einheit Dresden abgeordnet worden. Dort hatten sich in der laufenden Spielzeit bereits zwei Trainer versucht, und Schopp löste nach dem 13. Oberligaspieltag den zuletzt wirkenden Helmut Rentsch ab. Nach zwei Niederlagen und einem 8:1-Sieg über Rotation Leipzig verließ Schopp Dresden wieder und führte seine Arbeit bei Einheit Greifswald weiter. Nachdem die Greifswalder ab 1956 in der neuen drittklassigen II. DDR-Liga spielen mussten, kehrte Franz Schopp nicht wieder in den höherklassigen Fußball zurück. Er trainierte Einheit Greifswald noch bis 1957, wurde aber noch während der Saison durch die SED-Kreisleitung entlassen, da er eine Gaststätte eröffnet und damit gegen die Prinzipien eines sozialistischen Sportleiters verstoßen hatte. 